# 鄭炳麟
鄭炳麟（?—?），山東省登州府萊陽縣人，清朝政治人物、同進士出身。
光緒九年（1883年），参加癸未科殿試，登進士三甲20名。同年五月，改翰林院庶吉士。光緒十二年四月，散館，俱著以部属用。